# Malpelo
Malpelo (spanisch Isla de Malpelo) ist eine Insel im östlichen Pazifik und ein Naturreservat in Kolumbien. Sie gehört zum Gemeindegebiet von Buenaventura im Departamento del Valle del Cauca und liegt etwa 500 km westlich der Pazifikküste Kolumbiens.
Die Inselgruppe ist vulkanischen Ursprungs. Die Hauptinsel Malpelo hat eine Länge von 1643 m, eine maximale Breite von 727 m und ihr höchster Gipfel erreicht eine Höhe von ca. 300 Meter über dem Meer. Malpelo erstreckt sich über eine Fläche von 35 Hektar (0,35 km²) und bildet mit elf weiteren kleinen Inseln ein Naturreservat von 2,5 km² Fläche. Nördlich von Malpelo liegen die vier Inseln Athos, Porthos, Aramis und D’Artagnan, die nach Figuren aus Die drei Musketiere benannt und zusammen als Los Mosqueteros bekannt sind, zwei Inseln liegen im Osten (Vagamares und La Torta) sowie fünf im Süden (La Gringa, Escuba sowie die als Los Tres Reyes zusammengefassten Inseln Salomón, Saul und David).
Malpelo ist mit eine der am häufigsten von Wissenschaftlern und Tauchern besuchten Inseln im Pazifik. Die Insel kann aber nur mit schriftlicher Genehmigung des Ministeriums für Ökologie besucht werden. Malpelo wird besonders gerne von Tauchern besucht, die es aufgrund der großen Aufkommen von Haien (einzelne Sandtigerhaie, Seidenhaie und zahlreiche Hammerhaie) schätzen.
Die ansonsten unbewohnte Insel wird permanent von der Armada Nacional de Colombia überwacht, die die Erhaltung des Gebietes sicherstellt und die gegen den illegalen Haifischfang vorgehen soll und darüber hinaus auch weitere Fischarten schützt.
1995 erklärte die kolumbianische Regierung Malpelo zu einem Schutzgebiet der Kategorie Santuario de Fauna y Flora (SFF) und im Jahr 2002 wurde der Schutzstatus von der Organización Marítima Internacional (OMI) und Malpelo zur Zona Marina Especialmente Sensible deklariert. Am 12. Juni 2006 wurde Malpelo als Santuario de Fauna y Flora Malpelo in die Liste des UNESCO-Weltnaturerbes aufgenommen.

## Bildergalerie

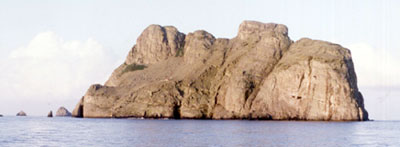
Die Insel Malpelo
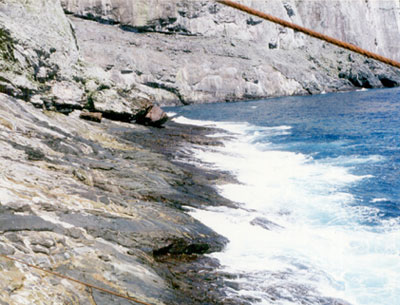
Klippen von Malpelo
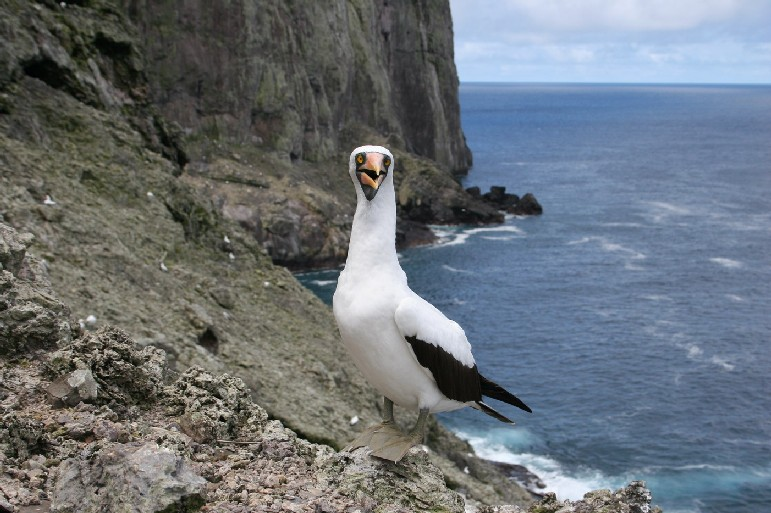
Nazcatölpel auf Malpelo